# Parascyllium variolatum
Parascyllium variolatum (Duméril, 1853) è uno squalo appartenente alla famiglia Parascylliidae proveniente dal sud dell'Australia.

## Descrizione
Presenta un corpo allungato, leggermente compresso sull'addome, con una lunghezza massima di 91 cm. La bocca è orientata abbastanza verso il basso, la testa ha un profilo arrotondato. Le pinne sono di piccole dimensioni, la pinna caudale è sottile e allungata. Le pinne dorsali sono due, arretrate.
La colorazione è variabile, ma sempre prevalentemente grigiastra, solo raramente tendente al marrone. Sono presenti diverse macchie, sia bianche molto piccole che scure, tra cui una a forma di collare attorno alle branchie.

## Biologia

### Comportamento
La sua biologia non è molto conosciuta, ma si tratta di una specie prevalentemente notturna.

### Alimentazione
La sua dieta, carnivora, comprende varie specie di invertebrati marini.

### Riproduzione
È oviparo e la fecondazione è interna. Non ci sono cure nei confronti delle uova.

## Distribuzione e habitat
È una specie tipica delle acque temperate, demersale, che proviene dall'oceano Indiano, in particolare dalla costa sud dell'Australia e dalla Tasmania. Pur essendo avvistato non molto frequentemente, è diffuso in un'ampia gamma di habitat; vive sia in zone ricche di vegetazione acquatica con fondali sabbiosi che  sui fondali rocciosi, e talvolta si nasconde negli anfratti delle rocce.
Può essere trovato fino a 180 m di profondità.

## Conservazione
Questa specie viene classificata come "a rischio minimo" (LC) dalla lista rossa IUCN perché non sembra essere minacciata da particolari pericoli. Non è di particolare interesse per la pesca, ma talvolta viene catturato dai pescatori sportivi. Talvolta viene catturato per essere allevato in acquario.